# Yobes Ondieki
Yobes Ondieki (ur. 21 lutego 1961 w Kisii) – kenijski lekkoatleta specjalizujący się w biegach długodystansowych, dwukrotny uczestnik letnich igrzysk olimpijskich (Seul 1988, Barcelona 1992). Pierwszy człowiek, który przebieg dystans 10 000 metrów w czasie krótszym, niż 27 minut.
Były mąż Lisy Martin-Ondieki.

## Sukcesy sportowe
- mistrz Kenii w biegu na 5000 metrów – 1991[1]

| Rok  | Miasto    | Zawody               | Konkurencja    | Wynik       |
| ---- | --------- | -------------------- | -------------- | ----------- |
| 1988 | Seul      | igrzyska olimpijskie | bieg na 5000 m | 12. miejsce |
| 1991 | Tokio     | mistrzostwa świata   | bieg na 5000 m | złoty medal |
| 1992 | Barcelona | igrzyska olimpijskie | bieg na 5000 m | 5. miejsce  |

## Rekordy życiowe
- bieg na 1500 metrów – 3:34,36 – Rovereto 21/08/1990
- bieg na milę – 3:55,32 – Lozanna 10/07/1991
- bieg na 2000 metrów – 5:01,60 – Nicea 10/07/1989
- bieg na 3000 metrów – 7:34,18 – Kolonia 16/08/1992
- bieg na 3000 metrów (hala) – 7:45,87 – East Rutherford 13/02/1988
- bieg na 5000 metrów – 13:01,82 – Zurych 07/08/1991
- bieg na 10 000 metrów – 26:58,38 – Oslo 10/07/1993 (rekord świata do 22/07/1994)[2]